# 1935年臺灣
1935年臺灣因為臺灣已經由日本統治四十年，故舉辦始政四十周年記念臺灣博覽會。這一年也是新竹、臺中州大地震發生的年份。

## 政府

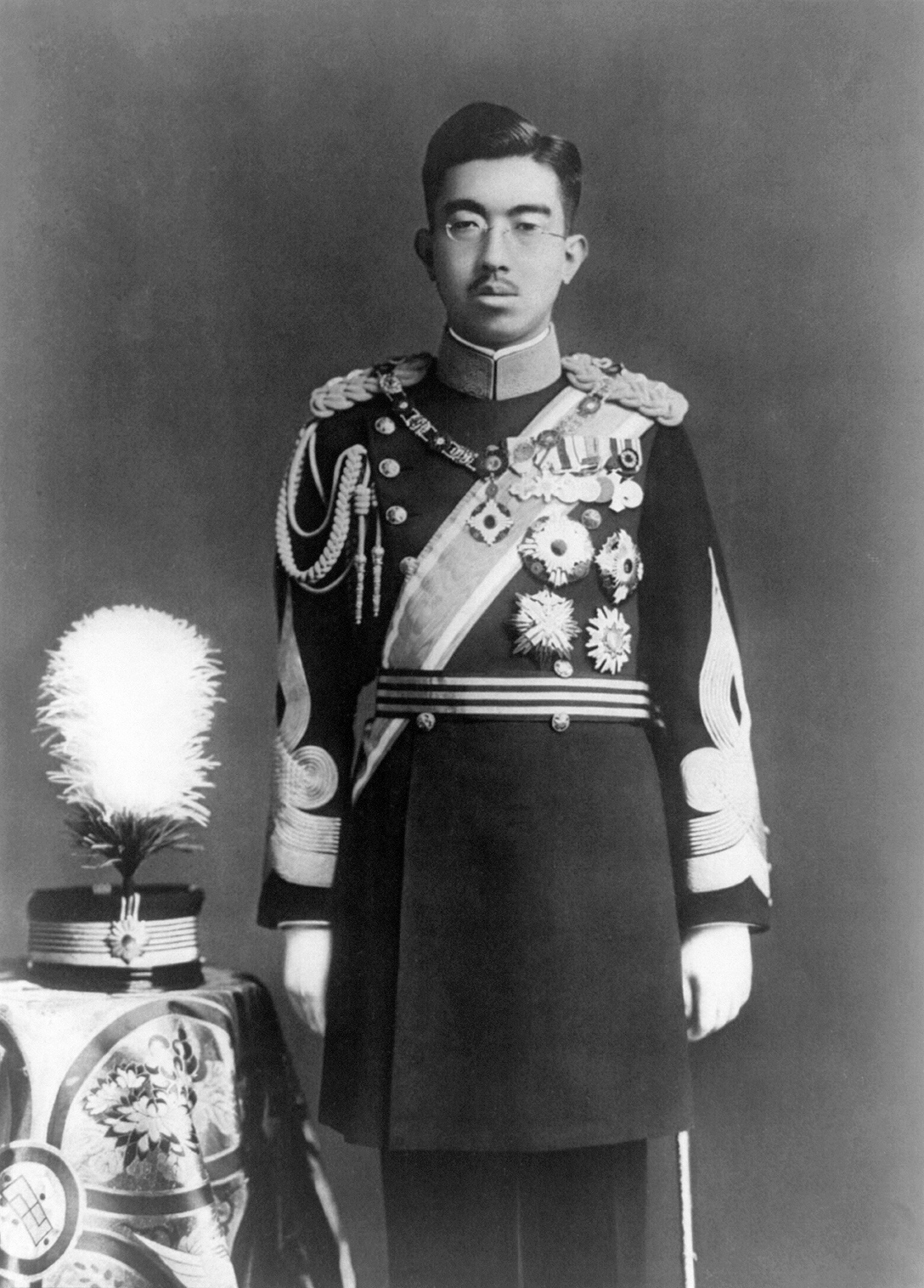
天皇：昭和天皇
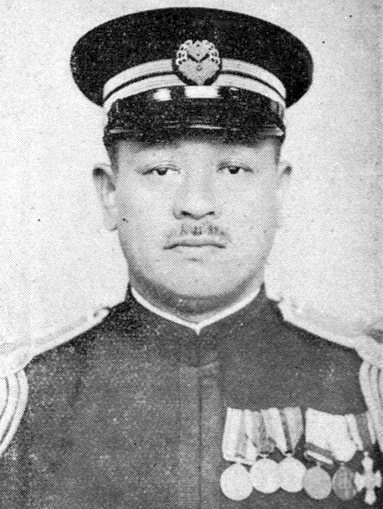
臺灣總督：中川健藏
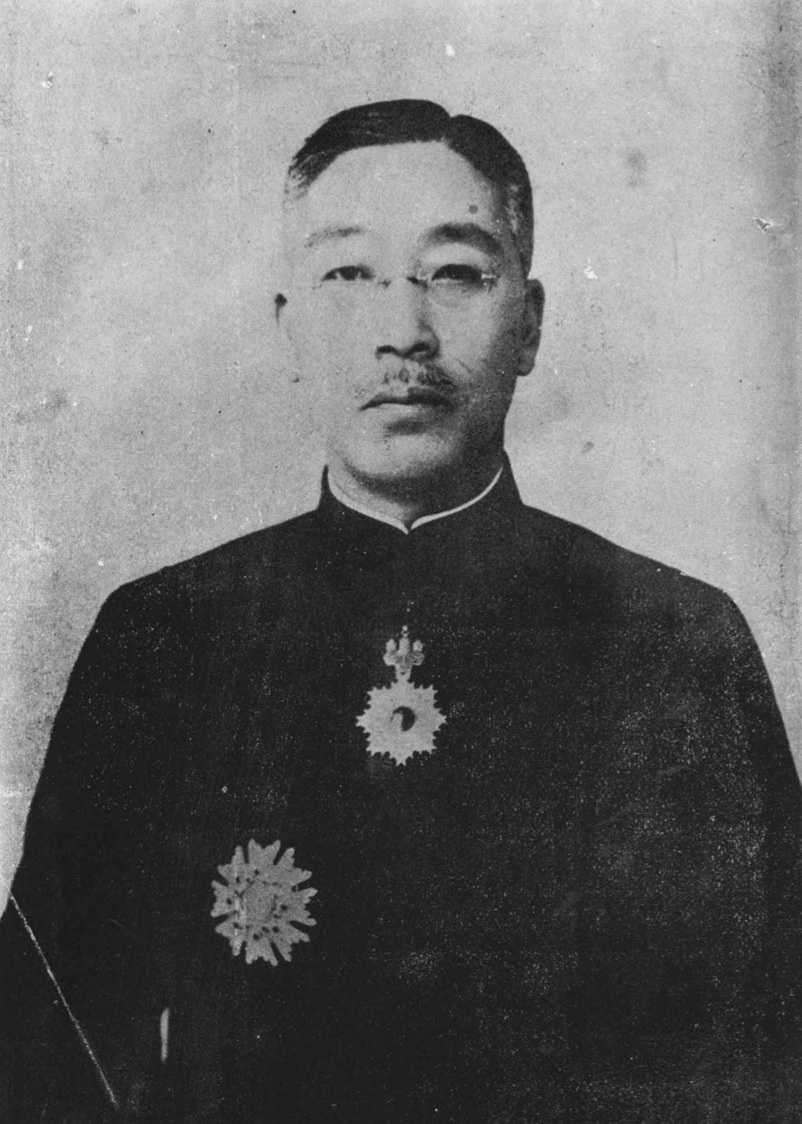
總務長官：平塚廣義

## 大事記

### 1月
- 1月17日：朝鮮李王垠於基隆上岸，開始視察台灣行程[1]:238。
- 1月17日：在台灣參加學術會議的動物學家石川千代松罹病逝世於台北醫院[1]:238。

### 4月
- 4月7日：珠諾號事件（ジュノー号事件）[1]:241。
- 4月21日：1935年新竹台中地震[2]:210。
- 4月23日：台灣鳳梨合同會社成立[1]:241。

### 6月

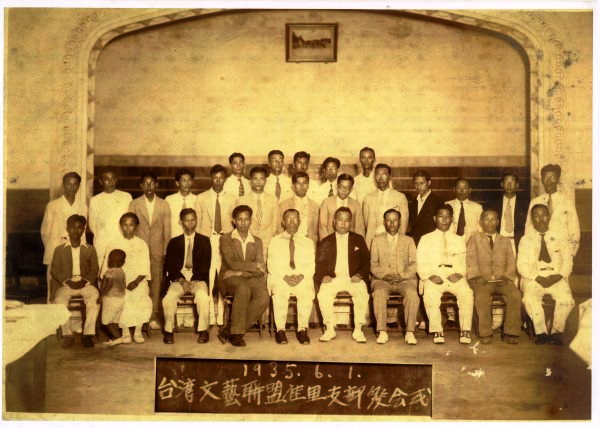
1935年台灣文藝聯盟佳里支部會式。

- 6月1日：台灣文藝聯盟佳里支部成立。[3]:50

### 7月
- 7月31日：鳳山神社鎮座式[4]。

### 10月

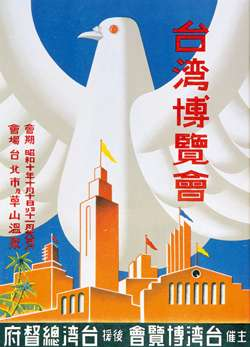
1935年臺灣博覽會宣傳海報

- 10月10日：始政四十周年記念臺灣博覽會開幕[2]:211。
- 10月18日：東港神社鎮座式[5]:12。

### 11月
- 11月22日：舉辦首屆臺灣市會及街庄協議會員選舉[2]:211。
- 11月28日：始政四十周年記念臺灣博覽會閉幕[2]:211。

## 出生
- 1月28日——張文獻，政治人物。曾任臺灣省議員、立法委員。（2009年逝世）
- 2月13日——黃春明，作家。著有《兒子的大玩偶》、《看海的日子》。
- 5月5日——施啟揚，法學者、政治人物。曾任司法院院長。（2019年逝世）
- 5月8日——羅福全，台灣獨立運動參與者。美國台獨聯盟機關報《台灣公論報》發行人，返台後曾任中華民國駐日代表。
- 6月13日——蔡同榮，台灣獨立運動參與者。曾任台獨聯盟副主席，返台後參與創辦民視。（2014年逝世）
- 6月20日——劉寬平，政治人物。曾任中華民國駐瑞士代表。
- 7月1日——陳鼓應，哲學學者。臺大哲學系副教授，台大哲學系事件參與者之一。
- 7月20日——郭南宏，導演。
- 8月12日——尉天驄，作家。曾任政治大學中文系所教授。出生於中國江蘇省。（2019年逝世）
- 9月16日——陳唐山，台灣獨立運動參與者。曾任「FAPA」創會副會長、會長、臺南縣縣長、中華民國外交部長。
- 9月20日——謝有温，軍人、政治人物。曾任澎湖縣縣長。（2006年逝世）
- 10月28日——范園焱，軍人。「反共義士」，1977年駕米格-19投奔臺灣。出生於中國四川省。（2017年逝世）
- 12月15日——施明正，作家、詩人。施明德之兄。（1988年逝世）
- 12月20日——張麗堂，政治人物。曾任臺南市市長、台灣省政府民政廳廳長。
- 12月26日——蔡瑞熊，醫學學者。高雄醫學院第五任院長暨高雄醫學大學第一任校長。（2015年逝世）
- 蘇秋鎮，政治人物。
- 許介鱗，統派學棍。

## 逝世
- 1月17日——石川千代松。
- 10月5日——湯瑪斯·巴克禮（Thomas Barclay），長老教會傳教師。清治時期來臺傳教，設立台南神學院。（1849年出生）